# 아사미나미구
아사미나미구(일본어: 安佐南区)는 일본 히로시마현 히로시마시를 구성하는 8개 구 중 하나이다. 히로시마현의 (구)아사군 남부에 해당하는 (구)기온정, 야스후루이치정, 사토정, 누마타정으로 이루어져 있다. 히로시마시와 합병 후 정령지정도시 지정 때 아사미나미구가 되었지만 주거표시 실시에 의한 일부를 제외하고 옛 정명은 남아 있지 않다.
히로시마 신교통 1호선의 대부분 구간이 아사미나미구이며 이 노선의 개통에 의한 주택 증가에 수반하는 인구 유입이 많다.

## 교육
- 히로시마 시립 대학
- 히로시마 경제 대학(일본어판)
- 히로시마 수도 대학(일본어판)

## 교통

### 철도
- 서일본 여객철도 가베선
- 히로시마 고속 교통 히로시마 신교통 1호선

### 도로
- 산요 자동차도
- 히로시마 자동차도(일본어판)
- 국도 제54호선
- 국도 제183호선
- 국도 제191호선 (일본)(일본어판)
- 국도 제261호선 (일본)(일본어판)